# Audi V8 quattro DTM
Der Audi V8 quattro DTM (intern R6) ist ein Tourenwagen von Audi und wurde von 1990 bis 1992 in der Deutschen Tourenwagen-Meisterschaft eingesetzt. Als Basis diente der Audi V8 D11. Er ist damit neben dem Audi 200 quattro Rallye und dem Audi 200 quattro Trans-Am der dritte Rennwagen auf Basis der C3-Plattform. Nach Erfolgen in der Rallye-Weltmeisterschaft sowie in den USA in der Trans-Am-Serie und der IMSA-GTO wollte Audi ab 1990 auf heimischem Boden die Vorteile des permanenten Allradantriebs quattro demonstrieren. Dabei fuhren die Audi in Konkurrenz zu den beiden anderen deutschen Premiumherstellern BMW und Mercedes-Benz.

## Antrieb

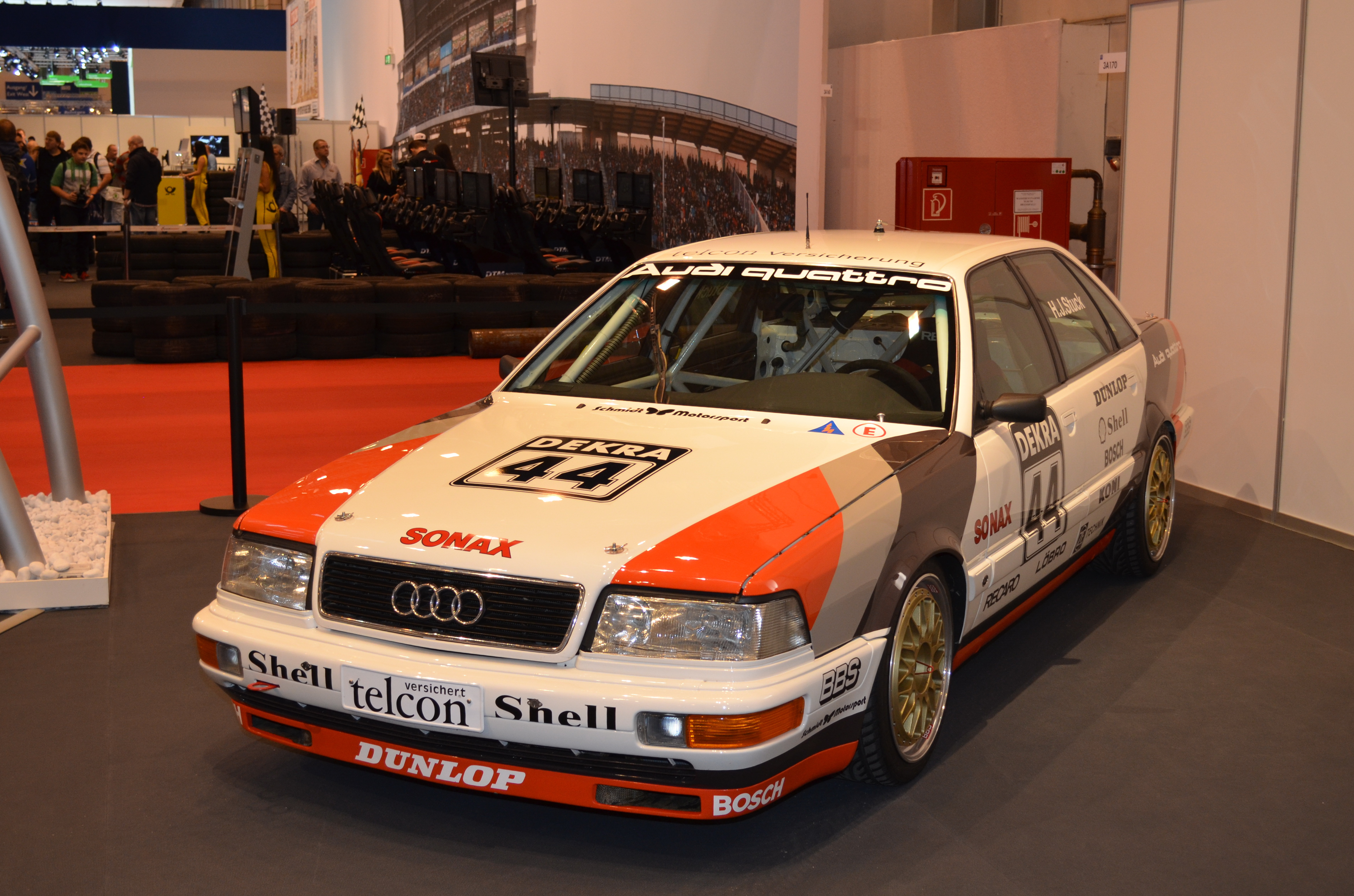
Audi V8 quattro DTM der Saison 1990

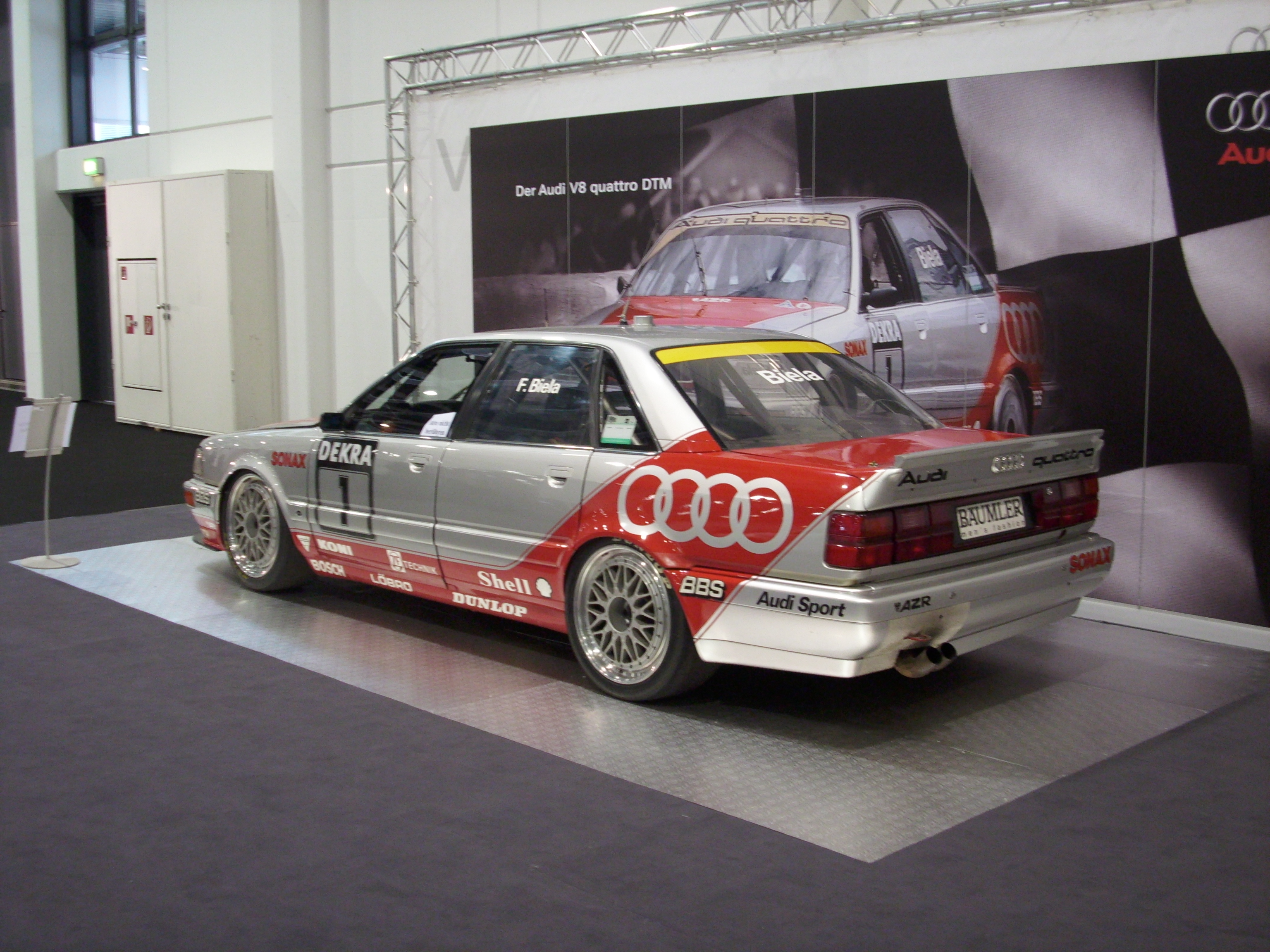
Audi V8 quattro 1992

Der Motor des V8 quattro DTM basiert auf dem 8-Zylinder-V-Motor mit 3,6 Litern Hubraum aus der Serie. Er leistete zu Beginn der Saison 1990 rund 309 kW (420 PS) und wurde im Laufe der Zeit stetig weiterentwickelt. Unter anderem durch einen Ölhobel für den Nasssumpf, welcher verhindert, dass bei hoher Querbeschleunigung die Kurbelwelle in das Öl eintaucht und dieses schaumig schlägt, konnte Audi das Ansprechverhalten des Motors verbessern sowie Drehmoment und Leistung steigern. Die Drehzahl des Motors stieg enorm an. So galt er als äußerst drehfreudig. 1992 lag die Höchstleistung bei 9500 ¹/min an. Gefahrene Drehzahlen von über 10.000 ¹/min waren üblich. Damit standen beim letzten Rennen im Jahr 1992 346 kW (464 PS) zur Verfügung. Die Kraftübertragung findet über ein 6-Gang-Schaltgetriebe mit H-Schaltung und, ganz wie in der Serie, über den permanenten Allradantrieb quattro statt.

## Karosserie
Audi setzte 1990, im ersten Jahr des Engagements in der DTM, die Serienkarosserie des V8 quattro ein. Das Fahrzeug wurde nach dem Reglement der Gruppe A homologiert, was bedeutet, dass das äußere Erscheinungsbild des Fahrzeugs nahezu unverändert blieb. Auf Hochgeschwindigkeitskursen wie der AVUS oder auf dem Fliegerhorst Wunstorf erzeugte der V8 quattro allerdings Auftrieb, worunter die Höchstgeschwindigkeit litt. Deshalb brachte Audi 1991 ein Evolutionsmodell mit verschiebbaren Spoilern zur Homologation. Diese Spoiler sorgten für deutlich mehr Abtrieb. Im Innenraum mussten das Armaturenbrett sowie die Türverkleidungen aus der Serie erhalten bleiben. Das Mindestgewicht variierte über die Jahre immer wieder von 1220 bis zuletzt 1300 kg. Er wog damit bis zu 320 kg mehr als die Konkurrenz in Form von Mercedes 190E 2.5-16 Evo 2 und BMW M3 Sport Evolution.

## Saison 1990
Als Audi ankündigte, 1990 in der DTM anzutreten, sorgte vor allem die Wahl des Fahrzeugs für Aufsehen. Mit einer Oberklasse-Limousine in der DTM hatte kaum jemand gerechnet. Da Turbomotoren in der DTM seit 1990 verboten waren, konnte nicht auf den im Motorsport bewährten Reihen-Fünfzylinder-Turbomotor zurückgegriffen werden. Daher war es Audi nicht möglich, mit dem Audi 90 quattro an den Start zu gehen, welcher bereits als 90 quattro IMSA GTO erfolgreich im Rennsport eingesetzt worden war.
Die Fahrzeuge für die Saison 1990 wurden von der Konrad Schmidt Motorsport GmbH, kurz SMS, vorbereitet. Zu Beginn der Saison wurde lediglich ein Fahrzeug eingesetzt, das von Hans-Joachim Stuck gefahren wurde. Stuck konnte bereits am ersten Rennwochenende im zweiten Lauf in Zolder auf das Podium fahren. Auf der AVUS konnte er beide Läufe gewinnen und somit die ersten Siege für Audi einfahren. Ab dem achten Rennwochenende am Norisring bekam er Unterstützung vom zweifachen Rallyeweltmeister Walter Röhrl, der für den Rest der Saison den zweiten V8 quattro DTM pilotierte. Bereits in seinem ersten Rennen führte Röhrl bis zur letzten Runde und ließ Stuck dann zugunsten der Meisterschaft passieren. Am letzten Rennwochenende auf dem Hockenheimring hatten neben Stuck noch vier andere Fahrer Chancen auf den Titel. Jeder Hersteller verpflichtete für die letzten beiden Läufe Gaststarter. So fuhr für Audi Frank Jelinski, der mit seinen beiden zweiten Plätzen eine wesentliche Rolle im Titelkampf spielte. Mit Dreifachsiegen in beiden Läufen konnte sich Audi mit Hans-Joachim Stuck die Meisterschaft sichern. Der Audi V8 quattro DTM gewann damit bereits in seinem ersten Einsatzjahr den Titel.

### Ergebnisse
| Datum      | Strecke                      | Runden | Hans-Joachim Stuck                    | Walter Röhrl                             | Frank Jelinski |
| ---------- | ---------------------------- | ------ | ------------------------------------- | ---------------------------------------- | -------------- |
| 01.04.1990 | Zolder (B)                   | 24     | 14. Platz 3. Platz                    |                                          |                |
| 08.04.1990 | Hockenheimring (D)           | 15     | 6. Platz 2. Platz                     |                                          |                |
| 22.04.1990 | Nürburgring (D)              | 22     | Ausfall (Startunfall) 16. Platz       |                                          |                |
| 06.05.1990 | AVUS (D)                     | 19 21  | 1. Platz                              |                                          |                |
| 20.05.1990 | Flugplatz Mainz-Finthen (D)  | 45     | 15. Platz 20. Platz                   |                                          |                |
| 03.06.1990 | Fliegerhorst Wunstorf (D)    | 20     | 1. Platz                              |                                          |                |
| 16.06.1990 | Nürburgring-Nordschleife (D) | 4      | Ausfall (Aufhängung/4. Rd.) 11. Platz |                                          |                |
| 01.07.1990 | Norisring (D)                | 44     | 1. Platz 3. Platz                     | 2. Platz 5. Platz                        |                |
| 05.08.1990 | Fliegerhorst Diepholz (D)    | 38     | 14. Platz 8. Platz                    | 9. Platz Ausfall (Antriebswelle/14. Rd.) |                |
| 02.09.1990 | Nürburgring (D)              | 22     | 11. Platz 10. Platz                   | 8. Platz 1. Platz                        |                |
| 14.10.1990 | Hockenheimring (D)           | 13 15  | 1. Platz                              | 3. Platz                                 | 2. Platz       |

### Fahrerwertung
| Pl. | Fahrer             | Fahrzeug                  | Punkte |
| --- | ------------------ | ------------------------- | ------ |
| 1.  | Hans-Joachim Stuck | Audi V8 quattro DTM       | 189    |
| 2.  | Johnny Cecotto     | BMW M3 Sport Evolution    | 177    |
| 3.  | Kurt Thiim         | Mercedes 190E 2.5-16 Evo2 | 162    |
| 4.  | Steve Soper        | BMW M3 Sport Evolution    | 152    |
| 5.  | Klaus Ludwig       | Mercedes 190E 2.5-16 Evo2 | 140    |
| 11. | Walter Röhrl       | Audi V8 quattro DTM       | 72     |
| 18. | Frank Jelinski     | Audi V8 quattro DTM       | 30     |

## Saison 1991
Zur Saison 1991 trat Audi von Beginn an mit vier V8 quattro DTM, nun als evolution bezeichnet, an. Das Fahrzeug wog nun 1250 kg und verfügte über die neue Felgen- / Reifenkonfiguration 11 × 19 Zoll; 265/675 R19 statt der 9,75 × 18 Zoll; 255/645 R18 des Vorjahres. Dadurch lief der Wagen spürbar ruhiger. Das Evolutionsmodell hatte des Weiteren nun einen Heck- sowie einen verstellbaren Frontspoiler für mehr Anpressdruck.
Hans-Joachim Stuck und der Nachwuchsfahrer Hubert Haupt fuhren für das Team SMS, Frank Biela und Frank Jelinski starteten mit dem neuen Team des Audi Zentrum Reutlingen (AZR) in die Saison. Relativ schnell zeichnete sich ein Zweikampf um den Titel zwischen Stuck und Biela ab. Beide konnten je einen Lauf auf der AVUS gewinnen. Zum letzten Rennwochenende in Hockenheim trennten die beiden nur wenige Punkte. Für dieses Rennwochenende wurde einmal mehr Walter Röhrl verpflichtet, welcher Hubert Haupt ersetzen sollte. Stuck hatte im ersten Lauf einen Defekt am Drehzahlsensor, welcher ihn weit zurückwarf und die Titelchancen kostete. Frank Biela konnte beide Läufe gewinnen und gewann die Meisterschaft. Es war die erste Titelverteidigung in der Geschichte der DTM.

### Ergebnisse
| Datum      | Strecke                   | Runden | Frank Biela              | Hans-Joachim Stuck                | Frank Jelinski                                           | Hubert Haupt                            | Walter Röhrl      |
| ---------- | ------------------------- | ------ | ------------------------ | --------------------------------- | -------------------------------------------------------- | --------------------------------------- | ----------------- |
| 31.03.1991 | Zolder (B)                | 24     | 15. Platz 3. Platz       | 9. Platz 2. Platz                 | 17. Platz 10. Platz                                      | 19. Platz -                             |                   |
| 14.04.1991 | Hockenheimring (D)        | 15     | 19. Platz 3. Platz       | 11. Platz 26. Platz               | 12. Platz 6. Platz                                       | 26. Platz -                             |                   |
| 21.04.1991 | Nürburgring (D)           | 22     | 6. Platz 7. Platz        | 10. Platz Ausfall (Unfall/4. Rd.) | 11. Platz 8. Platz                                       | 15. Platz 11. Platz                     |                   |
| 05.05.1991 | AVUS (D)                  | 21     | 2. Platz 1. Platz        | 1. Platz 2. Platz                 | 3. Platz Ausfall (Servopumpe/13. Rd.)                    | 4. Platz 3. Platz                       |                   |
| 09.06.1991 | Fliegerhorst Wunstorf (D) | 20 19  | 5. Platz 4. Platz        | 16. Platz 11. Platz               | Ausfall (Motorhaube/11. Rd.) Ausfall (Motorhaube/1. Rd.) | 10. Platz Ausfall (Motor/15. Rd.)       |                   |
| 30.06.1991 | Norisring (D)             | 44     | 5. Platz 11. Platz       | 6. Platz 1. Platz                 | 7. Platz 5. Platz                                        | 8. Platz Ausfall (Antriebswelle/8. Rd.) |                   |
| 04.08.1991 | Fliegerhorst Diepholz (D) | 37 38  | 4. Platz 6. Platz        | 1. Platz 4. Platz                 | 21. Platz Ausfall (Motorschaden/1. Rd.)                  | Disqualifiziert 16. Platz               |                   |
| 08.09.1991 | Nürburgring (D)           | 22     | 8. Platz 11. Platz       | 9. Platz 16. Platz                | Ausfall (Unfall/15. Rd.) Ausfall (Unfall 14. Rd.)        | Ausfall (Motor/18. Rd.) -               |                   |
| 15.09.1991 | Alemannenring (D)         | 36     | 1. Platz Disqualifiziert | 3. Platz 1. Platz                 | 4. Platz 3. Platz                                        | Ausfall (Unfall/11. Rd.) -              |                   |
| 29.09.1991 | Hockenheimring (D)        | 13 15  | 1. Platz                 | 14. Platz 2. Platz                | 2. Platz 3. Platz                                        |                                         | 3. Platz 4. Platz |

### Fahrerwertung
| Pl. | Fahrer             | Fahrzeug                  | Punkte |
| --- | ------------------ | ------------------------- | ------ |
| 1.  | Frank Biela        | Audi V8 quattro DTM       | 174    |
| 2.  | Klaus Ludwig       | Mercedes 190E 2.5-16 Evo2 | 166    |
| 3.  | Hans-Joachim Stuck | Audi V8 quattro DTM       | 158    |
| 4.  | Johnny Cecotto     | BMW M3 Sport Evolution    | 147    |
| 5.  | Steve Soper        | BMW M3 Sport Evolution    | 133    |
| 10. | Frank Jelinski     | Audi V8 quattro DTM       | 83     |
| 15. | Hubert Haupt       | Audi V8 quattro DTM       | 26     |
| 17. | Walter Röhrl       | Audi V8 quattro DTM       | 22     |

## Saison 1992
Für die Saison 1992 wurde das Reglement angepasst, und die V8 quattro DTM wurden mit 1300 kg nochmals schwerer. Um mit der Konkurrenz mithalten zu können, entwickelte Audi eine neue Kurbelwelle mit 180° Zapfenversatz statt der 90° im Serien-V8. Nun entsprach jede Zylinderbank des V8-Motors der Zündreihenfolge zweier Vierzylinder-Motoren, was zwar Laufruhe kostete, dafür aber höhere Drehzahlen bis über 10.000 1/min und ein besseres Ansprechverhalten brachte. Da eine andere Kurbelwelle laut dem Gruppe-A-Regelwerk nicht zulässig war, griff Audi zu einem Trick. Die originale Kurbelwelle mit 90° Zapfenversatz wurde noch im Rohzustand verdreht (auch als getwisted bezeichnet), das Serienteil blieb somit erhalten. BMW legte Protest bei der ONS ein, welche das Teil für legal erklärte. Mercedes legte erst später ebenfalls Protest gegen die Lücke im Reglement ein. Auch in zweiter Instanz wurde das Teil nicht für regelwidrig erklärt. Audi fuhr mit dieser Kurbelwelle an den ersten sechs Rennwochenenden, konnte am Nürburgring sogar einen Dreifachsieg einfahren. Aufgrund des hohen Gewichts gab es jedoch vermehrt Reifenschäden. Des Weiteren hatte der V8 quattro DTM der dritten Generation Zuverlässigkeitsprobleme. Der Motor litt unter Vibrationen. Motorschäden waren häufig, weshalb Audi vermehrt auf Motoren des Vorjahres der Stufe 2c mit 90°-Kurbelwelle zurückgreifen musste. Diese waren aber nicht mehr konkurrenzfähig genug wie die neue Generation der Stufe 4. Nach dem Rennwochenende auf der Nordschleife entschied das Berufungsgericht der ONS, dass die Kurbelwelle des Audi V8 quattro DTM nicht zulässig ist. Aufgrund dieser Entscheidung sowie zu wenigen verfügbaren alten Motoren der Stufe 2c, zog sich Audi mit sofortiger Wirkung aus der DTM zurück. Der V8 quattro DTM kam danach nicht mehr zum Einsatz. Bereits wenige Wochen später begann Audi mit der Entwicklung eines Supertourenwagens auf Basis des Audi 80 B4.

### Ergebnisse
| Datum      | Strecke                      | Runden | Frank Biela                         | Hans-Joachim Stuck                           | Frank Jelinski                                | Hubert Haupt                       |
| ---------- | ---------------------------- | ------ | ----------------------------------- | -------------------------------------------- | --------------------------------------------- | ---------------------------------- |
| 05.04.1992 | Zolder (B)                   | 24     | 3. Platz Ausfall (Motor/3. Rd.)     | Ausfall (Motor/7. Rd) Ausfall (Motor/6. Rd.) | 15 Ausfall (Antrieb/9. Rd.)                   | 16 Ausfall (Motor/5. Rd.)          |
| 19.04.1992 | Nürburgring (D)              | 22     | 1. Platz 18. Platz                  | 2. Platz 12. Platz                           | 3. Platz 11. Platz                            | 12. Platz 14. Platz                |
| 03.05.1992 | Fliegerhorst Wunstorf (D)    | 20     | Disqualifiziert                     | 11. Platz Ausfall (Unfall/2. Rd.)            | 12. Platz 13. Platz                           | 15. Platz Ausfall (Unfall/11. Rd.) |
| 10.05.1992 | AVUS (D)                     | 38     | Ausfall (Getriebe/20. Rd.) 8. Platz | 6. Platz Ausfall (Unfall/15. Rd.)            | Ausfall (Motor/7. Rd.) -                      | 10. Platz Ausfall (Unfall/5. Rd.)  |
| 24.05.1992 | Hockenheimring (D)           | 38     | 21. Platz 14. Platz                 | 19. Platz Ausfall (Unfall/2. Rd.)            | Ausfall (Gasschieber/18. Rd.) 12. Platz       | Ausfall (Unfall/17. Rd.) -         |
| 18.06.1992 | Nürburgring-Nordschleife (D) | 4      | 14. Platz 15. Platz                 | 23. Platz Ausfall (Motor/2. Rd.)             | Ausfall (Motor/2. Rd.) Ausfall (Motor/4. Rd.) |                                    |

### Fahrerwertung
| Pl. | Fahrer             | Fahrzeug                   | Punkte |
| --- | ------------------ | -------------------------- | ------ |
| 1.  | Klaus Ludwig       | Mercedes 190E 2.5-16 Evo2  | 228    |
| 2.  | Kurt Thiim         | Mercedes 190E 2.5-16 Evo2  | 192    |
| 3.  | Bernd Schneider    | Mercedes 190E 2.5-16 Evo2  | 191    |
| 4.  | Johnny Cecotto     | BMW M3 Sport Evolution     | 185    |
| 5.  | Keke Rosberg       | Mercedes 190E 2.5-16 Evo 2 | 133    |
| 15. | Frank Biela        | Audi V8 quattro DTM        | 35     |
| 18. | Hans-Joachim Stuck | Audi V8 quattro DTM        | 21     |
| 19. | Frank Jelinski     | Audi V8 quattro DTM        | 12     |
| 23. | Hubert Haupt       | Audi V8 quattro DTM        | 1      |